# إد علي بلا (سيدي عبد الله أو بلعيد)
إد علي بلا هي إحدى مشيخات المملكة المغربية، تتبع جغرافيا لإقليم سيدي إفني وإداريًا لسيدي عبد الله أو بلعيد. يقدر عدد سكانها بـ 3584 نسمة حسب الإحصاء الرسمي للسكان والسكنى لسنة 2004.